# Bregninge Sogn (Guldborgsund Kommune)
 For alternative betydninger, se Bregninge Sogn. (Se også artikler, som begynder med Bregninge Sogn)
Bregninge Sogn var et sogn i Lolland Østre Provsti (Lolland-Falsters Stift).
I 1800-tallet var Bregninge Sogn anneks til Kettinge Sogn. Begge sogne hørte til Musse Herred i Maribo Amt. Kettinge-Bregninge sognekommune blev ved kommunalreformen i 1970 indlemmet i Nysted Kommune, der ved strukturreformen i 2007 indgik i Guldborgsund Kommune.
I Bregninge Sogn ligger Bregninge Kirke.
1. januar 2024 blev sognet sammenlagt med Kettinge Sogn til Kettinge-Bregninge Sogn.
I sognet findes følgende autoriserede stednavne:
- Bregninge (bebyggelse, ejerlav)
- Grønnegade (bebyggelse, ejerlav)
- Kirkemark Gårde (bebyggelse)
- Lågerup (bebyggelse, ejerlav)
- Syttenbanken (bebyggelse)
- Torup (bebyggelse, ejerlav)
- Underup (bebyggelse, ejerlav)